# 小球藻目
小球藻目是一種綠藻，屬於綠藻門共球藻纲。

## 分類
截至2018年3月21日，本目之下現時包括四個科：
- 小球藻科[3]（Chlorellaceae Brunnthaler, 1913）
- 小球藻目科地位未定（Chlorellales incertae sedis）
  - Ankistrodesmopsis
  - Picochlorum
- Ctenocladaceae
- Eremosphaeraceae
- Koliellaceae
- Leptosiraceae

另外，Oocystaceae科原為本目分類單元，現時已獨立出來成為共球藻綱之下的Oocystales目。